# Adolfo de la Huerta
Felipe Adolfo de la Huerta Marcor (Guaymas, Sonora, 26 de Maio ou Outubro de 1881 - Cidade do México, 9 de Julho de 1955) foi um político mexicano, que ocupou interinamente o cargo de presidente do México durante 6 meses em 1920.
Efectuou os seus estudos no Colegio de Sonora em Hermosillo e na Escuela Preparatoria Nacional na Cidade do México tendo tido formação em contabilidade, música e canto. Após a conclusão dos estudos exerceu várias actividades profissionais: guarda livros, bancário, gerente de uma fábrica de curtumes e professor de canto antes de se envolver na política.
Apoiou a eleição de Francisco Madero e negociou a paz com os índios iaquis em Sonora. Foi deputado no congresso de Sonora entre 1911 e 1913. Aderiu ao Exército Constitucionalista de Venustiano Carranza durante a revolução mexicana, fazendo parte da administração daquele e posteriormente nomeado governador provisional de Sonora (1916-1917). Foi eleito para o senado em 1917 e pouco tempo depois serve como cônsul geral em Nova Iorque até 1918. Nomeado governador de Sonora em Dezembro de 1918, cargo que ocupava quando liderou, juntamente com Álvaro Obregón e Plutarco Elías Calles, o chamado Plano de Agua Prieta em 23 de Abril de 1920 cujo objectivo era derrubar o governo de Carranza. Nomeado chefe supremo do Exército Constitucionalista, tomou a Cidade do México obrigando Carranza a abandonar a capital. Após o assassinato de Carranza é nomeado presidente interino do México de 1 de Junho a 30 de Novembro de 1920, altura em que assumiu o cargo Álvaro Obregón em cuja administração serviria como ministro das finanças.
Durante o seu curto mandato conseguiu a paz com os rebeldes zapatistas e com Pancho Villa; como ministro das finanças conseguiu renegociar a dívida externa contraída durante a revolução de forma a reduzir os encargos dela decorrentes.
Revolta-se contra Obregón em finais de 1923 e em consequência do falhanço desta revolta é obrigado a refugiar-se nos Estados Unidos, abrindo uma escola de canto em Los Angeles. Regressa ao México em 1935 após ser amnistiado por Lázaro Cárdenas, tendo ocupado vários cargos públicos menores.